# Clarios Varta Hannover

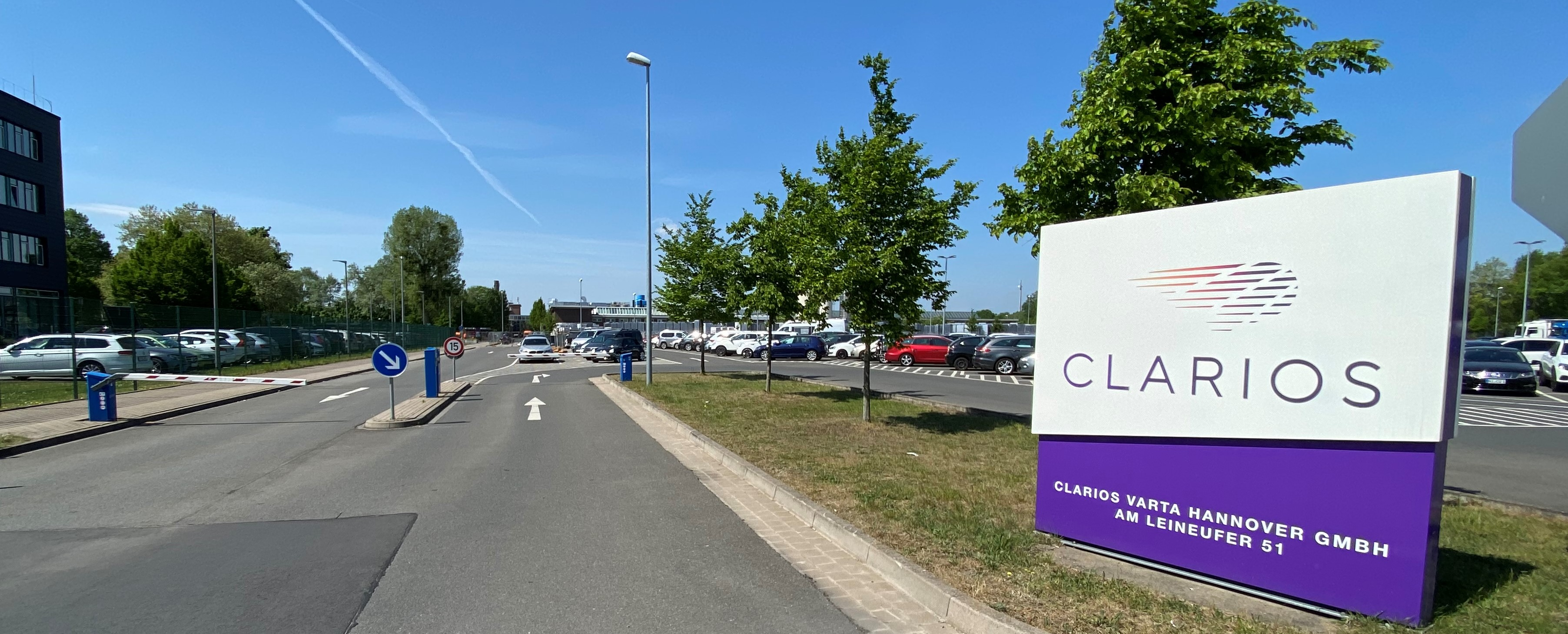
Werkseinfahrt von Clarios Hannover

Die Clarios Varta Hannover GmbH ist ein Produktionsbetrieb im Norden von Hannover auf dem Industriegelände Stöcken-Marienwerder. Zusammen mit mehreren anderen Firmen der Clarios Gruppe werden dort rund 1.300 Menschen beschäftigt. Der Betrieb stellt Starterbatterien für PKWs und LKWs als Bleiakkumulatoren in einer Produktionsstückzahl bei über zehn Millionen Batterien pro Jahr her. Außer dem Vertriebsnamen Varta bestehen keine gesellschaftsrechtlichen Beziehungen mehr zur Varta AG in Ellwangen.

## Geschichte

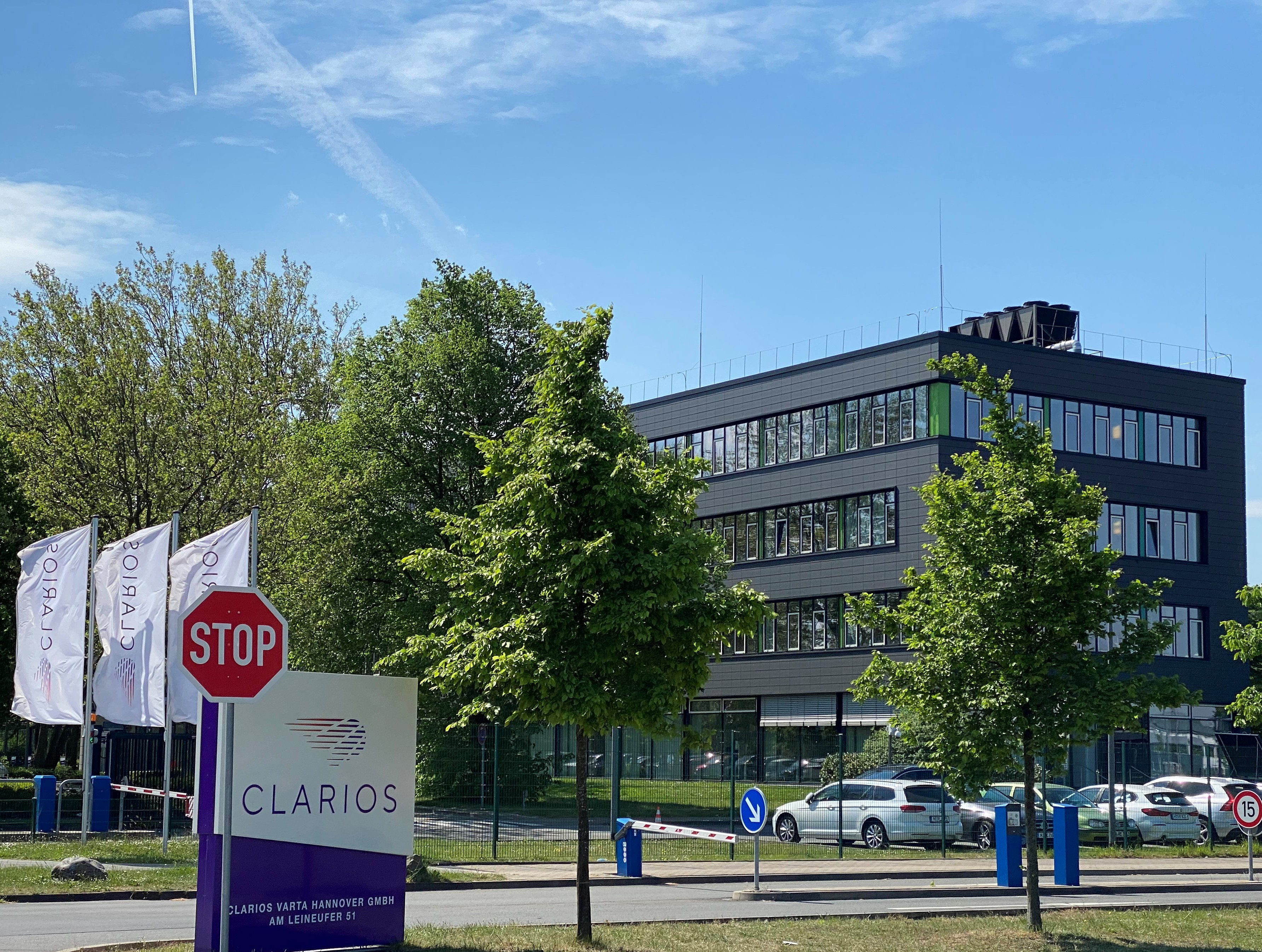
Firmenzentrale

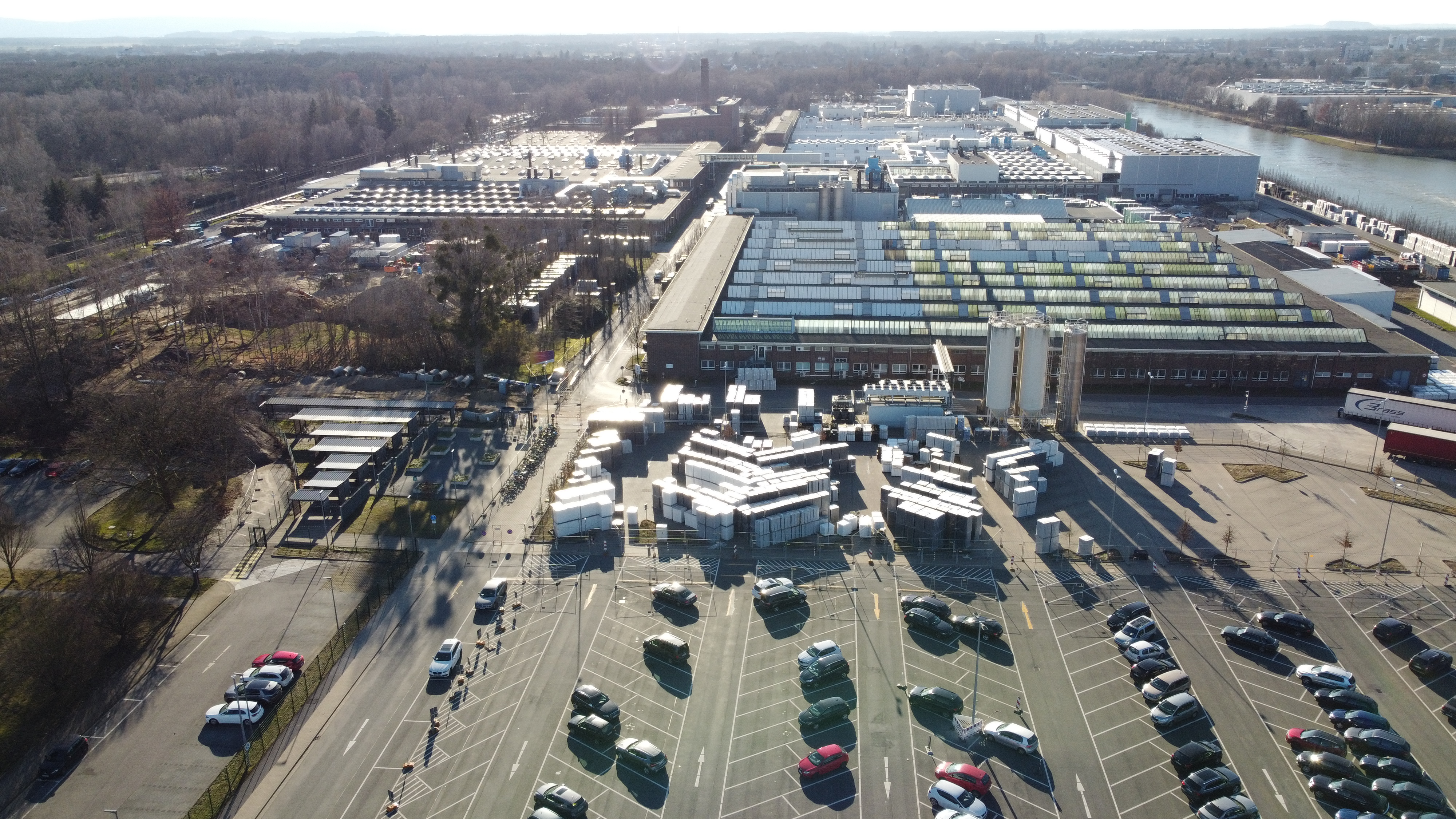
Das Werksgelände aus der Vogelperspektive

Die Geschichte des Standortes Hannover geht auf die Akkumulatorenfabrik Hannover zurück, die umgangssprachlich AFA oder auch Akku genannt wurde. 1938 wurde der Betrieb in Hannover durch die Akkumulatorenfabrik AG in Hagen gegründet, deren Besitzer der Industrielle Günther Quandt war. Statt der ursprünglich geplanten Antriebs- und Starter-Bleibatterien für verschiedene Fahrzeuge wurden ab 1940 jedoch Antriebsbatterien für U-Boote und Torpedos produziert. Hierzu wurden Kriegsgefangene, Fremdarbeiter und KZ-Insassen zur Zwangsarbeit verpflichtet, die in dem eigens direkt auf dem Fabrikgelände errichteten Außenlager des KZ Neuengamme untergebracht wurden, dem KZ Hannover-Stöcken. Der Betrieb in Hannover beschäftigte mit mindestens 1500 KZ-Häftlingen und 3700 Zwangsarbeitern die größte Zahl innerhalb der AFA. Der Tod von mindestens 403 Lagerinsassen ist dokumentiert. Die unerträglichen Arbeitsbedingungen der Zwangsarbeiter im Betrieb dokumentierte der französische Zwangsarbeiter René Baumer in seinem Tagebuch.
Nach der Bedingungslosen Kapitulation der Wehrmacht am 8. Mai 1945 waren die Fabrikgebäude in Hannover nur unwesentlich zerstört. Der Betrieb wurde durch die britische Armee besetzt, die dort Batterien für ihre Fahrzeuge herstellen ließ. Günther Quandt wurde bei der Entnazifizierung als „Mitläufer“ eingestuft, obwohl er als aktiver Unterstützer der NSDAP galt und Wehrwirtschaftsführer war. 1948 wurde Günther Quandt wieder Vorstandsvorsitzender der AFA. Sein erster Sohn Herbert wurde 1954 Vorstandsvorsitzender und sein zweiter Sohn Harald Aufsichtsratsvorsitzender.
Es erfolgte ein schrittweiser Aufbau der Belegschaft. Die Belegschaft war mehrheitlich in der Gewerkschaft IG Chemie, Papier Keramik organisiert. 1948 erfolgte ein Wechsel zur IG Metall. Im Jahr 1959 waren im Werk schon wieder 2000 Menschen beschäftigt. Bis heute ist die Mehrheit der Belegschaft in der IG Metall organisiert. Das Unternehmen ist Mitglied im Verband der Metallindustriellen Niedersachsens und wendet die niedersächsischen Tarifverträge für die Metallindustrie an.
1962 wurde die AFA in Varta AG umbenannt. Mitte der 1990er Jahre wurde der Standort Hannover Teil eines Joint Ventures von Varta und Bosch – der V.B. Autobatterie. Ab 1998 begann ein schrittweise Arbeitsplatzabbau auf ca. 1000 Arbeitsplätze.
Ende 2000 übernahm die Deutsche Bank Invest die Mehrheit der Aktien und die Familie Quandt behielt lediglich 25,1 % der Anteile. 2002 übernahm Johnson Controls die Varta, investierte im großen Maßstab in das Werk Hannover mit der europäischen Entwicklungszentrale für Batterietechnik, und hatte Stand 2018 bei gleichbleibend rund 1.300 Beschäftigten die Produktionskapazität vervierfacht.

## Situation seit 2019
Im Jahr 2019 verkaufte Johnson Controls die Sparte Power Solutions an Brookfield Business Partners, was zur Gründung der Firma Clarios führte. Über das Jahr 2023 nahm Clarios mit 6 Marken und über 18.000 Beschäftigten an über 50 Standorten rund 10 Milliarden US-Dollar für rund 150 Millionen Batterien ein. In Hannover befindet sich sowohl das Produktionswerk der Clarios Varta Hannover GmbH als auch die Europazentrale von Clarios sowie mehrere Firmen der Clarios Gruppe. Die Gesamtzahl der Beschäftigten liegt bei ca. 1300. Es werden weiterhin Autobatterien für PKWs und LKWs auf Blei-Säure-Basis produziert; heute überwiegend mit der AGM Technologie (absorbent glass matt).